# Episodi di Star Wars: Young Jedi Adventures
La prima stagione della serie animata Star Wars: Young Jedi Adventures è composta da venticinque episodi.
I primi sette episodi sono stati pubblicati sul servizio di streaming on demand Disney+ il 4 maggio 2023, giorno dello Star Wars Day.
Altri sei episodi sono stati pubblicati sul servizio di streaming on demand Disney+ il 2 agosto 2023.
Negli Stati Uniti la serie è stata trasmessa anche su Disney Junior dal 4 maggio 2023.
Prima della pubblicazione della prima stagione, sono stati pubblicati sei cortometraggi introduttivi sul canale inglese di YouTube Disney Junior dal 27 marzo al 24 aprile 2023, e successivamente sono stati pubblicati su Disney+ il 26 aprile 2023.
| nº                         | Titolo originale                  | Titolo italiano                          | Pubblicazione              | Distribuzione USA          |
| Cortometraggi introduttivi | Cortometraggi introduttivi        | Cortometraggi introduttivi               | Cortometraggi introduttivi | Cortometraggi introduttivi |
| -------------------------- | --------------------------------- | ---------------------------------------- | -------------------------- | -------------------------- |
| 1                          | Meet the Young Jedi               | Ecco i giovani Jedi                      | 26 aprile 2023             | 27 marzo 2023              |
| 2                          | Lys' Creature Cape                | Lys e la Tokka-gatta                     | 26 aprile 2023             | 27 marzo 2023              |
| 3                          | Kai's Daring Droid Rescue         | Kai e l'audace salvataggio del droide    | 26 aprile 2023             | 27 marzo 2023              |
| 4                          | Nubs and the Flower Fiasco        | Nubs e il fiore Zeilla                   | 26 aprile 2023             | 3 aprile 2023              |
| 5                          | Nash's Firehawk Frenzy            | Nash e la Firehawk spericolata           | 26 aprile 2023             | 17 aprile 2023             |
| 6                          | Taborr's Pirate Showdown          | La resa dei conti con Taborr             | 26 aprile 2023             | 24 aprile 2023             |
| Prima stagione             |                                   |                                          |                            |                            |
| 1                          | The Young Jedi                    | Il giovane Jedi                          | 4 maggio 2023              | 4 maggio 2023              |
| 1                          | Yoda's Mission                    | La missione di Yoda                      | 4 maggio 2023              | 4 maggio 2023              |
| 2                          | Nash's Race Day                   | La gara di Nash                          | 4 maggio 2023              | 4 maggio 2023              |
| 2                          | The Lost Jedi Ship                | La nave scomparsa                        | 4 maggio 2023              | 4 maggio 2023              |
| 3                          | Get Well Nubs                     | La guarigione di Nubs                    | 4 maggio 2023              | 12 maggio 2023             |
| 3                          | The Junk Giant                    | Rottame gigante                          | 4 maggio 2023              | 12 maggio 2023             |
| 4                          | Lys and The Snowy Mountain Rescue | Lys e il salvataggio sulla cima innevata | 4 maggio 2023              | 19 maggio 2023             |
| 4                          | Attack of the Training Droids     | L'attacco dei droidi da addestramento    | 4 maggio 2023              | 19 maggio 2023             |
| 5                          | The Jellyfruit Pursuit            | I frutti-gelatina                        | 4 maggio 2023              | 26 maggio 2023             |
| 5                          | Creature Safari                   | Safari con le creature                   | 4 maggio 2023              | 26 maggio 2023             |
| 6                          | Squadron                          | La flotta                                | 4 maggio 2023              | 2 giugno 2023              |
| 6                          | Forest Defenders                  | Difensori della foresta                  | 4 maggio 2023              | 2 giugno 2023              |
| 7                          | The Jedi and the Thief            | Il Jedi e la ladra                       | 4 maggio 2023              | 9 giugno 2023              |
| 7                          | The Missing Kibbin                | Il kibbin scomparso                      | 4 maggio 2023              | 9 giugno 2023              |
| 8                          | The Girl and Her Gargantua        | La bambina e il suo Gargantua            | 2 agosto 2023              | 2 agosto 2023              |
| 8                          | The Show Must Go On               | Lo spettacolo deve continuare            | 2 agosto 2023              | 2 agosto 2023              |
| 9                          | The Princess and the Jedi         | La principessa e i Jedi                  | 2 agosto 2023              | 11 agosto 2023             |
| 9                          | Kai's Bad Day                     | Una giornataccia per Kai                 | 2 agosto 2023              | 11 agosto 2023             |
| 10                         | Visitor's Day                     | Il giorno delle visite                   | 2 agosto 2023              | 18 agosto 2023             |
| 10                         | The Growing Green Danger          | Grande, verde e pericolosa               | 2 agosto 2023              | 18 agosto 2023             |
| 11                         | The Ganguls                       | I Ganguls                                | 2 agosto 2023              | 25 agosto 2023             |
| 11                         | Bad Eggs                          | Uova birichine                           | 2 agosto 2023              | 25 agosto 2023             |
| 12                         | Off the Rails                     | Uscire dai binari                        | 2 agosto 2023              | 1º settembre 2023          |
| 12                         | The Thieves of Tharnaka           | I ladri di Tharnaka                      | 2 agosto 2023              | 1º settembre 2023          |
| 13                         | Tree Troubles                     | Un albero in pericolo                    | 2 agosto 2023              | 8 settembre 2023           |
| 13                         | Big Brother's Bounty              | Alla ricerca del cacciatore di taglie    | 2 agosto 2023              | 8 settembre 2023           |

## Cortometraggi

### Ecco i giovani Jedi
- Titolo originale: Meet the Young Jedi

Kai Brightstar, Lys Solay e Nubs lavorano insieme per combattere un droide di addestramento al Tempio Jedi di Tenoo. Dopo aver scoperto che il droide è ancora troppo potente, il trio tenta di disattivarlo, ma si dimostra comunque troppo forte nonostante i loro sforzi congiunti. Kai contatta l'amica Nash Durango e il suo droide RJ-83, che riescono a disattivare il droide di addestramento. La lucertola di Lys fa cadere diversi mattoni. Yoda salva i giovani e li elogia per aver imparato il lavoro di squadra. Permette ai tre Jedi di partire in missione con Nash.

### Lys e la Tokka-gatta
- Titolo originale: Lys' Creature Cape

Mentre trasporta una gattina tokka in una riserva naturale su Tenoon, Nash va al Tempio Jedi di Tenoo dove incontra Lys. Tuttavia, il tokka scappa dal suo trasportino per inseguire un insetto blu. Dopo aver interrotto l'esercizio con la spada laser di Kai, la gattina cre confusione nel Tempio Jedi. Lys riesce a bloccare la gattina in una camera da letto e lo restituisce a Nash.

### Kai e l'audace salvataggio del droide
- Titolo originale: Kai's Daring Droid Rescue

Mentre Nash e RJ-83 riparano la loro nave lancia da corsa, RJ-83 viene travolto dalla corrente del fiume. Nel frattempo, Kai lotta durante una lezione di levitazione con Yoda. Kai riceve la richiesta di soccorso di Nash e si dirige verso il fiume per aiutarla. I due inseguono RJ-83 su degli speeder, per poterlo salvare prima dell'inizio della cascata. Affidandosi alla Forza, Kai forma una barriera di Forza sulla cascata. Questo permette a Nash di trarre in salvo RJ-83 prima che cada dal bordo. Riacquistata la fiducia, Kai riesce a sollevare le rocce al Tempio.

### Nubs e il fiore Zeilla
- Titolo originale: Nubs and the Flower Fiasco

Nubs, Kai e Lys visitano una foresta vicina per raccogliere un fiore di Zeilla per il Tempio Jedi. Nubs trova il fiore su un alto ramo, ma incontra un grande uccello verde e rosso che lo catapulta in cielo. Nubs usa la Forza per atterrare al sicuro sul dorso dell'uccello. Dopo che l'uccello lo ha scaraventato via, Nubs fa un secondo tentativo ma incontra di nuovo l'uccello. Capendo che l'uccello è affascinato dalla spada laser, la usa per convincere la creatura a dargli un passaggio in modo da poter cogliere il fiore Zeilla dall'albero.

### Nash e la Firehawk spericolata
- Titolo originale: Nash's Firehawk Frenzy

Mentre torna da una missione per riportare un olocrone al Tempio Jedi di Tenoo, l'astronave Crimson Hawk di Nash viene inseguita dall'astronave del giovane pirata Taborr Val Dorn. Nel tentativo di seminare Taborr, Nash e i suoi amici Jedi fanno volare la loro nave attraverso un campo di asteroidi. Lavorando insieme, i giovani riescono ad evitare tutti gli asteroidi e sfuggono a Taborr e a una lumaca spaziale. Nonostante la fuga dalla nave di Taborr, la Crimson Firehawk viene colpita da un asteroide mentre scende nell'atmosfera di Tenoo. Nash fa schiantare la nave al Tempio Jedi di Tenoo.

### La resa dei conti con Taborr
- Titolo originale: Taborr's Pirate Showdown

Quando Taborr e la sua banda di pirati saccheggiano il mercato di Kublop Springs, Lys, Kai e Nubs entrano in azione per fermarli. Dopo un confronto verbale, i Jedi cercano di recuperare il carro dei pirati contenente il bottino con l'uso della Forza. Tuttavia, Pord, il socio gamorreano di Taborr, infastidisce i Jedi. Lys ingaggia un duello con Taborr, ma perde. Nonostante la battuta d'arresto iniziale, Lys convince i suoi amici a non arrendersi e inseguono i pirati fino allo spazioporto. Dopo un ultimo duello, i Jedi riescono a recuperare il carro dei pirati usando la Forza. Taborr e la sua banda se ne vanno a mani vuote.

## Il giovane Jedi
- Titolo originale: The Young Jedi
- Diretto da: Anthony Bell
- Scritto da: Michael Olson

### Trama
Il Maestro Yoda incarica la Maestra Zia di guidare un gruppo di giovani allievi in un Tempio Jedi situato su Tenoo per continuare il loro addestramento. I giovani, Kai, Lys e Nubs, si uniscono a Nash, una giovane pilota, e al suo droide RJ-83, per raggiungere Tenoo a bordo della loro nave. Una volta arrivati su Tenoo, lavorano insieme per impedire a Taborr Val Dorn e alla sua banda di pirati, Pord e EB-3, di commettere una rapina in un locale del luogo.

## La missione di Yoda
- Titolo originale: Yoda's Mission
- Diretto da: Casey Lowe
- Scritto da: Michael Olson e Lamont Magee

### Trama
Dopo essersi stabiliti nella loro nuova residenza, Yoda affida a Lys e ai suoi amici una missione importante: recuperare i semi necessari per il festival di primavera di Kublop. Purtroppo, Taborr e la sua banda riescono a rubare i semi, ma i Jedi non si arrendono e si adoperano per recuperarli. Durante l'arduo compito, Kai prende una decisione coraggiosa: sacrifica la sua stessa spada laser per salvare il suo amico Nubs. Alla fine del festival, Yoda premia Kai donandogli la sua spada laser verde da allenamento come segno di riconoscimento per il suo valore e impegno.

## La gara di Nash
- Titolo originale: Nash's Race Day
- Diretto da: Anthony Bell
- Scritto da: Julius Harper

### Trama
Kai, Lys e Nubs si uniscono a Nash per partecipare ad una gara di skiff sui fiumi di Kublop Spring. La Maestra Zia concede ai giovani Jedi di partecipare alla competizione, ma a condizione che non facciano uso della Forza per imbrogliare. Nash ha l'ardente desiderio di sconfiggere la sua ricca rivale Raena Zess, che ha dominato la gara negli anni precedenti. Durante la corsa, Raena cerca di ingannare e superare gli altri concorrenti. Tuttavia, grazie alla collaborazione di Kai, Lys e Nubs, riescono a raggiungerla. Successivamente, le loro imbarcazioni rimangono bloccate in un banco di fango durante la gara. Inaspettatamente, Raena e Nash mettono da parte le loro rivalità e uniscono le forze per liberare le rispettive navi. Alla fine, Kai, Lys e Nubs trionfano nella gara. Raena accoglie la sua sconfitta e promette di non barare più.

## La nave scomparsa
- Titolo originale: The Lost Jedi Ship
- Diretto da: Shellie Kvilvang-O'Brien
- Scritto da: Katie Kaniewski

### Trama
Durante la loro visita alla biblioteca nel Tempio Jedi di Tenoo, Kai e i suoi amici scoprono un localizzatore di navi collegato a un'astronave perduta chiamata Star Seeker, appartenente alla Vecchia Repubblica. Con il consenso della Maestra Zia, i giovani Jedi, insieme a Nash e RJ-83, intraprendono una missione per trovare la nave scomparsa. Dopo aver attraversato un campo di asteroidi, atterrano su un pianeta inesplorato dove trovano la Star Seeker e il suo pilota, OG-LC. Nonostante la sua fama di coraggioso esploratore, OG-LC ha paura degli asteroidi. Con il sostegno dei giovani Jedi e di Nash, OG-LC trova il coraggio di superare la sua paura e guida la nave fuori dal campo di asteroidi, proseguendo la sua missione verso Tenoo. Riacquistando fiducia in se stesso, OG-LC continua la sua avventura esplorando nuovi mondi.

## La guarigione di Nubs
- Titolo originale: Get Well Nubs
- Diretto da: Casey Lowe
- Scritto da: Brian Hall

### Trama
Nubs si ammala poco prima di una visita ai geyser di Kublop, quindi Kai e Lys intraprendono una missione per trovare le foglie curative dell'albero di Yara. I due intraprendono un'avventura lungo un fiume che li conduce a un maestoso albero di Tenoo, sulla cui cima si trovano le foglie. Collaborando, riescono a scalare l'albero e affrontare una feroce bestia gangul che difende il territorio. Una volta completata con successo la missione, i ragazzi si riuniscono ai loro compagni di classe e alla Maestra Zia per assistere all'eruzione dei geyser di Kublop.

## Rottame gigante
- Titolo originale: The Junk Giant
- Diretto da: Anthony Bell
- Scritto da: Mia Resella

### Trama
Kai, Lys, Nubs, Nash e RJ-83 aiutanocon la rigattiera Chadra-Fan Marlaa Jinara per risolvere una serie di furti nel suo deposito di rottami. Durante le indagini, scoprono che i responsabili dei furti sono Taborr Val Dorn, EB-3 e Podd, che stanno utilizzando i rottami per costruire un droide gigante con l'intento di impressionare gli altri pirati. I pirati sfruttano il gigante per rubare la statua di Kaliah Kublop, fondatrice di Kublop Springs. Tuttavia, quando il droide gigante si danneggia la mano sinistra, i pirati lo abbandonano. I Jedi e Nash riescono a convincere il droide della sua importanza e del suo valore intrinseco. Il gigante viene adottato da Jinara, che lo chiama JG-1, e viene dato un lavoro nel suo deposito di rottami. Così, i giovani Jedi e i loro amici risolvono il caso dei furti, restituiscono la statua a Kublop Springs e trovano un nuovo scopo per il droide gigante, che ora può mettere a frutto le sue abilità nel servizio presso il deposito di rottami di Jinara.

## Lys e il salvataggio sulla cima innevata
- Titolo originale: Lys and The Snowy Mountain Rescue
- Diretto da: Shellie Kvilvang-O'Brien
- Scritto da: Katie Kaniewski

### Trama
Su invito di Varna, la Maestra Zia invia Kai, Lys e Nubs ad aiutare Gumar e Jam a radunare i Wellagrin sul pianeta nevoso di Andraven. I bambini accompagnano i Wellagrin, creature simili alle foche, durante la loro migrazione attraverso le montagne. Durante la missione, il gruppo si disperde a causa di una valanga, ma lavorando insieme ritrovano il branco e Jam. Dopo essere stati colpiti da una seconda valanga, cavalcano i Wellagrin per mettersi in salvo. Alla fine, si riuniscono con Nash e Varna in un villaggio dall'altra parte delle montagne.

## L'attacco dei droidi da addestramento
- Titolo originale: Attack of the Training Droids
- Diretto da: Casey Lowe
- Scritto da: Brian Hall

### Trama
Kai, Lys e Nubs non riescono a recuperare un radiofaro da un droide di addestramento. Per avere più tempo per allenarsi, Kai riprogramma i tre droidi affinché impilino oggetti nel campo di addestramento. Tuttavia, i droidi iniziano ad impilare altri oggetti anche nel Tempio Jedi di Tenoo, come vassoi, vestiti e libri. Con l'aiuto di Nash e RJ-83, i giovani riescono a spegnere i droidi. I tre Jedi si scusano con i Maestri Yoda e Zia e provvedono a ripulire il pasticcio. Avendo imparato la lezione sulla pericolosità delle scorciatoie, Yoda invita Kai e i suoi amici ad allenarsi con lui. Alla fine, riescono a recuperare con successo il radiofaro.

## I frutti-gelatina
- Titolo originale: The Jellyfruit Pursuit
- Diretto da: Shellie Kvilvang-O'Brien
- Scritto da: Julius Harper

### Trama
La banda di Taborr ruba i jelly-frutti all'agricultrice rodiana Weebo e a suo nipote, causando problemi per l'imminente festa dei jelly-frutti di Kublop Springs. Nash, Kai, Lys e Nubs si infiltrano nella Torre di Yarrum travestiti da pirati e fanno amicizia con il cordiale pirata Abednedo Chigg. Riescono a raggiungere la banda di Taborr, che cerca di fuggire con i jelly-frutti rubati. Durante la fuga, il loro carrello con motore a repulsione perde il controllo e cade giù dalla Torre di Yarrum. I giovani Jedi utilizzano la Forza per trarre in salvo la cassa dei jelly-frutti. Taborr e la sua banda vengono umiliati dagli altri pirati per il loro fallimento. Come segno di pace, Nash offre a Taborr un frutto e invita diversi pirati a partecipare alla festa dei jelly-frutti.

## Safari con le creature
- Titolo originale: Creature Safari
- Diretto da: Casey Lowe
- Scritto da: Mia Resella

### Trama
Kai, Lys e Nubs partecipano ad un safari sulla fauna selvatica sul pianeta Yamradi insieme ad Aree e CAM della Società Galattica degli Appassionati di Creature. Durante la loro ricerca sulla specie di creature conosciuta come Chylarro, CAM viene rapito da un enigmatico uccello chiamato uccello burrowberry. I giovani Jedi aiutano Aree a salvare il suo amico droide, temendo che sia destinato ad essere mangiato dagli uccelli. Tuttavia, durante un tentativo di salvataggio nel nido dell'uccello burrowberry, Aree stesso viene catturato. Lys fa una scoperta importante: l'uccello burrowberry aveva scambiato i droidi per delle bacche lucenti. Realizzando che il rapimento non era intenzionale, i Jedi organizzano una seconda missione di salvataggio. Aree e CAM, intanto, hanno instaurato un'amicizia con l'uccello e i suoi piccoli. Per riconoscere il ruolo cruciale di Lys nel salvataggio di Aree e CAM, quest'ultimo permette a Lys di scegliere un nome per la nuova specie di uccelli, in segno di gratitudine.

## La flotta
- Titolo originale: Squadron
- Diretto da: Anthony Bell
- Scritto da: Katie Kaniewski

### Trama
Kai sta imparando a volare con la Crimson Firehawk sotto la guida di Nash. A causa della sua inesperienza, ha causato alcuni danni all'astronave. Tornati al Tempio Jedi di Tenoo, la Maestra Zia manda Kai, Lys e Nubs per prendere le navi da addestramento Jedi Vector dal Mon calamari Zephyr sulla luna più grande di Tenoo. Nash li accompagna e fa fare ai giovai Jeni un test di volo. Durante il volo, mentre Kai tenta una manovra chiamata "Super Accelerata", risveglia una limaccia spaziale. Purtroppo, la limaccia inghiotte i suoi amici. Con la guida di Nash, Kai riesce a condurre la limaccia nello spazio e, alla fine, riesce a liberare i suoi amici. La Maestra Zia decide che i giovani Jedi sono pronti per iniziare le lezioni di volo.

## Difensori della foresta
- Titolo originale: Forest Defenders
- Diretto da: Shellie Kvilvang-O'Brien
- Scritto da: Brian Hall

### Trama
Durante una visita alle foreste Federiane, i giovani Jedi, Nash e RJ-83, scoprono con sgomento che il taglialegna Gozzo Raxlo ha abbattuto vaste aree di bosco, costringendo gli skriffle, delle creature simili a scoiattoli autoctoni, a spostarsi altrove. Dopo aver fatto amicizia con alcuni skriffle, i giovani cercano di ragionare con Raxlo, ma la sua avidità lo spinge a voler abbattere tutte le foreste del pianeta per esportarne e vendere il materiale da costruzione. Uniti, i giovani Jedi, Nash e RJ-83 si adoperano per fermare Raxlo dal tagliare l'albero Federiano più grande. Dopo una battaglia, Raxlo viene finalmente sconfitto e costretto a ritirarsi, giurando di non tornare mai più. Con il cuore colmo di gratitudine, i giovani aggiornano la Maestra Zia, riflettendo su come la foresta sia l'abitazione di diverse creature.

## Il Jedi e la ladra
- Titolo originale: The Jedi and the Thief
- Diretto da: Anthony Bell
- Scritto da: Julius Harper

### Trama
Kai e i suoi amici travestono un droide da addestramento da Taborr, il loro nemico, causando grande dispiacere alla Maestra Zia. Quest'ultimo invita Kai in un viaggio su un mondo desertico per acquistare un nuovo sistema di raffreddamento per il Tempio Jedi di Tenoo. Durante il viaggio, la loro navetta Jedi viene rubata da Ace Kallisto, una vecchia conoscente di Zia diventata una ladra di professione. Dopo un incidente causato accidentalmente da Kai con la navetta, Zia lo persuade a superare la sua diffidenza verso Kallisto e a collaborare con lei per chiedere aiuto. In un momento di pericolo, Kallisto salva Kai dall'attacco di due grandi predatori stalaat. Riflettendo sulle loro avventure, Kai impara che non tutti i ladri sono cattivi e arriva a credere che anche Taborr possa cambiare.

## Il kibbin scomparso
- Titolo originale: The Missing Kibbin
- Diretto da: Shellie Kvilvang-O'Brien
- Scritto da: Mia Resella

### Trama
Kai, Lys e Nubs si alleano con il cacciatore di taglie Dowutin Ansen Strung per cercare Figgles, un kibbin fuggito da Raena Zess. Sebbene Strung non sia abituato a lavorare in squadra, accetta riluttante l'aiuto dei giovani Jedi. Seguendo una serie di indizi, riescono a rintracciare Figgles nel deposito di rottami di Marlaa Jinara. Tuttavia, il kibbin scappa quando Strung tenta di catturarlo da solo. Non volendo arrendersi, i giovani Jedi e Strung utilizzano del cibo per attirare e intrappolare Figgles. Successivamente, riportano Figgles da Zess. Avendo imparato l'importanza del lavoro di squadra, Strung decide di invitare i giovani Jedi ad un pasto per ringraziarli.

## La bambina e il suo Gargantua
- Titolo originale: The Girl and Her Gargantua
- Diretto da: Shellie Kvilvang-O'Brien
- Scritto da: Julius Harper

### Trama
Kai, Lys e Nubs si uniscono a Aree in una importante missione: consegnare vari animali, tra cui un imponente gargantua, al Parco Naturale di Sil Gohtta. Durante il lungo viaggio spaziale, Solay stringe un forte legame con il Gargantua. Tuttavia, durante una sosta per il rifornimento di carburante su un pianeta desertico dalle sabbie rosse. Due sorelle besalisk di nome Slaygh e Braygh riescono ad introdursi clandestinamente a bordo della nave, liberando involontariamente il gargantua dalla sua gabbia. Il gargantua fugge e causa panico tra gli abitanti per poi si rifugiarsi in una caverna. I giovani Jedi, determinati a riportare la pace, si adoperano per rintracciarlo, ma le sorelle Besalisk lo spaventano ancora una volta, scatenando nuovamente il caos in città. Tuttavia, è Lys riesce a persuadere gli abitanti a rimanere calmi e a mantenere la calma e il gargantua riesce a salvare Slaygh e Braygh da una caduta da una torre. Le due sorelle si scusano per aver involontariamente liberato il gargantua. I Jedi portano gargantua nella sua nuova casa nel Parco Naturale di Sil Gohtta, dove può vivere in pace e serenità.

## Lo spettacolo deve continuare
- Titolo originale: The Show Must Go On
- Diretto da: Casey Lowe
- Scritto da: Mia Resella

### Trama
Nash ha organizzato un concerto con la sua band preferita, i Ku-Bops. Tuttavia, c'è stato un problema: il bassista Bruff è scomparso, causando delusione sia a Nash che a Metz, il cantante della band. Mentre Kai e Nubs assistono i tecnici nell'allestimento dell'attrezzatura musicale della band, Lys si unisce a Nash e Metz nella ricerca di Bruff. Alla fine, lo trovano vicino al molo di Kublop Spring, visibilmente sconvolto. Bruff è infelice perché Metz non gli permette di cantare. Durante una discussione, i due finiscono per cadere in una barca che rischia di precipitare dalla cascata nelle vicinanze. Nash e gli altri riescono a salvarli, e questo incidente porta alla riconciliazione tra i due musicisti. Metz decide infine di permettere a Bruff di cantare al loro concerto.